# Christianne Meneses Jacobs
Christianne Meneses Jacobs (sinh ngày 28 tháng 3 năm 1971) là một nhà văn, biên tập viên và giáo viên người Mỹ gốc Nicaragua. Cô cũng là nhà xuất bản Iguana, một tạp chí tiếng Tây Ban Nha cho trẻ em.

## Nicaragua (1971–1988)
Christianne Meneses Jacobs sinh ra ở Managua, Nicaragua. Gia đình của Meneses bao gồm anh trai Enrique, mẹ Thelma, một thư ký pháp lý, và cha, Enrique Meneses, một luật sư và phó chủ tịch của Đảng Tự do Quốc gia,, người đã bị bỏ tù nhiều lần ở Nicaragua vì lý do chính trị.
Ông của cô là Tiến sĩ Ildefonso Palma Martinez, một luật sư, giáo sư luật và là công lý của Tòa án Tối cao Nicaragua. Do Mặt trận Giải phóng Quốc gia Sandinista và cuộc đảo chính của họ, phe đối lập chính là Contras. Tình hình hỗn loạn tại nước này gắn liền với rất nhiều can thiệp nước ngoài để lựa chọn các bên, bao gồm cả Hoa Kỳ trong số nhiều nước khác. Cuộc chiến và tình trạng thiếu lương thực là vấn đề lớn tại thời điểm này. Cô nhớ lại rằng "Cuộc cách mạng Sandinista xảy ra khi tôi tám tuổi. Tôi nhớ cuộc nội chiến và các cuộc tấn công vào các thị trấn nhỏ." Gia đình Meneses bỏ trốn khỏi Nicaragua qua Los Angeles năm 1988 khi Meneses chỉ mới 17 tuổi. Lý do họ phải chạy trốn là vì cha cô là luật sư. Cô nói: "Cha tôi ở trong đội phòng thủ cho một phi công Mỹ có máy bay bị bắn hạ bởi pháo binh Sandinista ở biên giới Nicaragua và Costa Rica vào tháng 12 năm 1987. Phi công Mỹ bị cáo buộc là một điệp viên CIA." Ba tháng sau, cô rời khỏi đất nước vào ngày 19 tháng 3 năm 1988. Cha mẹ và anh trai cô đến Mỹ một tuần sau đó.

## Tại Mỹ
Khi gia đình cô rời Nicaragua, họ chỉ được phép mang theo 500USD.